# Kleszczojady
Kleszczojady (Crotophaginae) – podrodzina ptaków z rodziny kukułkowatych (Cuculidae). 

## Zasięg występowania
Podrodzina obejmuje gatunki lądowe, zamieszkujące Amerykę Południową i południową część Ameryki Północnej. 

## Charakterystyka
Ptaki te charakteryzują się następującymi cechami:
- ptaki średnie i duże
- związane z brzegami zbiorników wodnych lub bydłem
- różnorodne zwyczaje lęgowe – od pojedynczych gniazd, poprzez kolonie lęgowe, w których wszystkie ptaki wysiadują wspólne jaja, po pasożytnictwo lęgowe
- pokarm stanowią owady i inne bezkręgowce oraz owoce.

## Systematyka
Do rodziny należą dwa plemiona:
- Crotophagini
- Neomorphini